# Tiadalen
Tiadalen är ett naturreservat i Ljusdals kommun i Gävleborgs län.
Området är naturskyddat sedan 2009 och är 43 hektar stort. Reservatet består av granskog med inslag av lövträd samt en bäck omgiven av grova granar. 